# Jost Auler

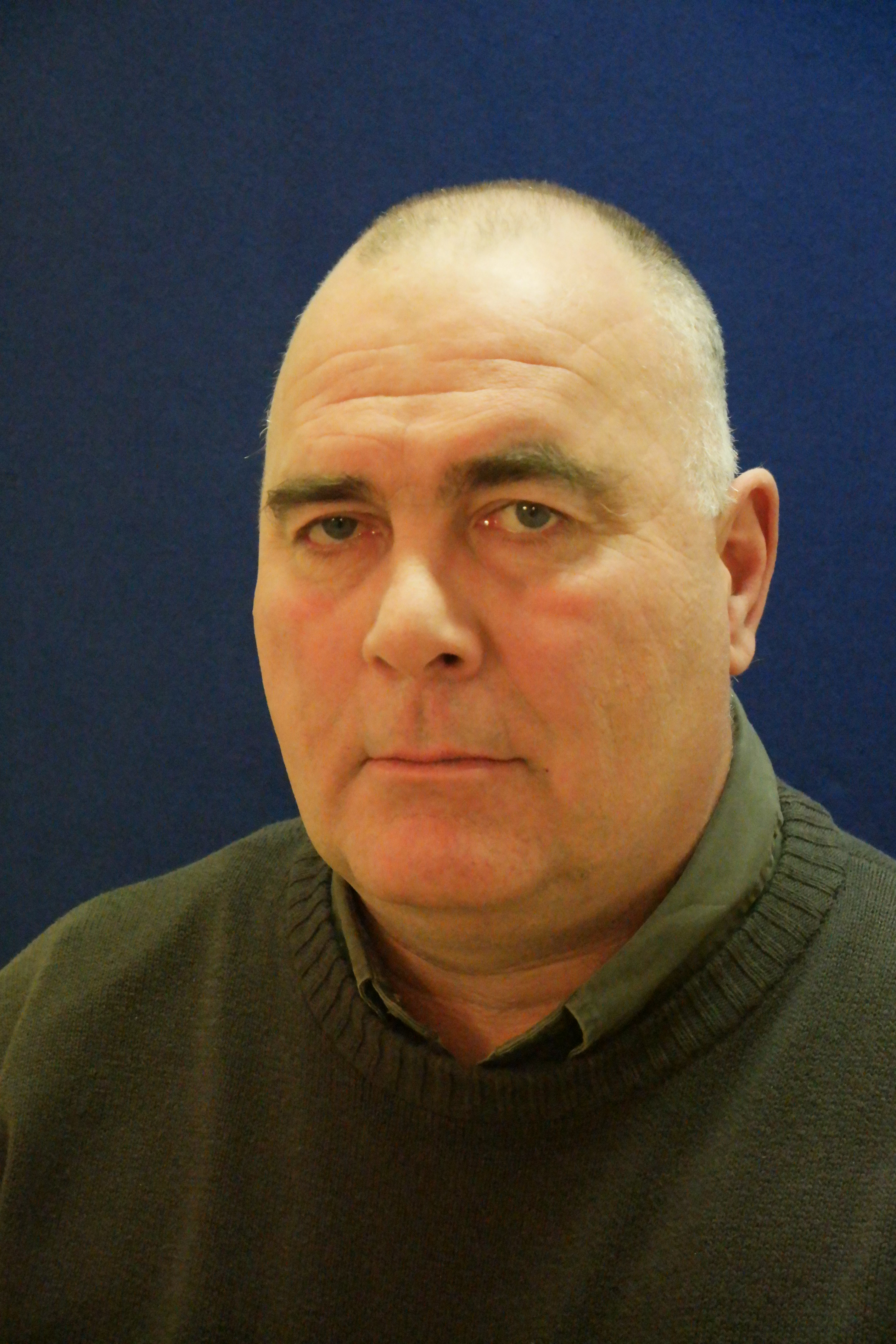
Jost Auler, 2016

Jost Auler (* 23. April 1958 in Düsseldorf) ist ein deutscher Prähistoriker, Historiker, Museumspädagoge, Journalist und Verleger.

## Leben und Wirken
Nach Schulabschluss in Dormagen und abgeleisteter Wehrpflicht absolvierte Jost Auler eine Ausbildung im Groß- und Außenhandel. Anschließend studierte er an der Universität zu Köln Ur- und Frühgeschichte, Mittlere und Neue Geschichte sowie Anglo-Amerikanische Geschichte; das Studium schloss er im Frühjahr 1991 mit dem Magister ab. Er nahm bis Ende 1999 an zahlreichen archäologischen Ausgrabungen im In- und Ausland teil, die er teilweise selbst leitete.
Nach dem Studium arbeitete er 1991/92 als Redakteur an der Arbeitsstelle Münster der Mainzer Akademie der Wissenschaften für das Projekt Prähistorische Bronzefunde  und anschließend 1993/94 als wissenschaftlicher Mitarbeiter der Unteren Denkmalbehörde der Landeshauptstadt Düsseldorf. Danach leitete er diverse Ausgrabungen in Sachsen-Anhalt, Mecklenburg-Vorpommern und für die Ostfriesische Landschaft im Landkreis Leer. Inzwischen arbeitet er als Freier Mitarbeiter sowie als freier Journalist und ist als Museumspädagoge am Clemens-Sels-Museum in Neuss tätig. Außerdem konzipiert Auler Ausstellungen und leitet archäologische Workshops.
2004 gründete er den archaeotopos-Buchverlag.
In seinen Schriften arbeitet er oft an der Schnittstelle von Archäologie und Geschichte; einer der Schwerpunkte seiner Forschungen sind die Lokal- und Regionalgeschichte. Archäologische Aufsätze erschienen u. a. in den Fachzeitschriften Archäologisches Korrespondenzblatt, Archäologische Informationen, Praehistorische Zeitschrift, Archäologie Schweiz, Die Kunde, Ethnographisch-Archäologische-Zeitschrift, Nachrichten aus Niedersachsens Urgeschichte, Bonner Jahrbücher, Fundberichte aus Baden-Württemberg, historische Beiträge u. a. im Kölner Jahrbuch, Düsseldorfer Jahrbuch, Neusser Jahrbuch (Novaesium), Jahrbuch für den Rhein-Kreis Neuss.
Aulers Interesse gilt den vorchristlichen Epochen sowie der archäologischen Erforschung von Hinrichtungsstätten in Europa. Er brachte zwischen 2008 und 2012 drei Monografien zum Thema Richtstättenarchäologie heraus.
Auler lebt im rheinischen Dormagen-Stürzelberg und hat zwei Töchter. Seit November 2023 ist Auler im Ruhestand.

## Veröffentlichungen
Alle im eigenen Verlag archaeotopos:
- Stürzelberg. Ein Lesebuch von Rheinfischern, Getreideschmugglern und Galgenvögeln. Dormagen 2005, ISBN 3-938473-03-7.
- Stürzelberg. Plaudereien von Gestern, Bilder von Heute. Dormagen 2005, ISBN 3-938473-01-0.
- mit Sigrid Scheuss: Rommerskirchen – „auf der Gillbach“. Dormagen 2005, ISBN 3-938473-02-9.
- mit Dagmar Davertzhofen: Kochen durch alle Epochen. Eine kulinarische Reise durch Dormagens Vergangenheit. 12 Rezepte. Dormagen 2006, ISBN 978-3-938473-00-9.
- 175 Bilder aus dem alten Stürzelberg 1900–1970. Dormagen 2006, ISBN 978-3-938473-05-4.
- Stürzelberg. Von Mammutknochen, Landsknechten und Zuckerrüben. Dormagen 2007, ISBN 978-3-938473-04-7.
- Schurken, Schmuggler & Gerichte. Auf den Spuren historischer Kriminalfälle im alten Zons. Dormagen 2007, ISBN 978-3-938473-08-5.
- Straberg & Knechtsteden. 10 Kapitel aus der Geschichte des Walddorfes. Dormagen 2007, ISBN 978-3-938473-09-2.
- als Hrsg.: Richtstättenarchäologie. Dormagen 2008, ISBN 978-3-938473-07-8.
- als Hrsg.: Richtstättenarchäologie 2. Dormagen 2010, ISBN 978-3-938473-12-2.
- als Hrsg.: Richtstättenarchäologie 3. Dormagen 2012, ISBN 978-3-938473-17-7.
- Caldinius. Dormagens römischer Reitersoldat. Eine Fibel für junge Leser. Dormagen 2009, ISBN 978-3-938473-13-9.
- mit Stefanie Schmidt und Winfried Schüngel: Stürzelberg. Impressionen aus der Luft. Dormagen 2009, ISBN 978-3-938473-11-5.
- Archäologische Ausgrabungen in Dormagen, Dormagen 2014. (academia.edu)
- mit Petra Hiller: Geschichte eines ehemaligen Ackerhofes in Dormagen-Stürzelberg. Sechs Aufsätze. Dormagen 2016, ISBN 978-3-938473-21-4.
- Karl Lorenz Auler Pascha (* 1854, † 1930). Preußischer Offizier, Militärberater im Osmanischen Reich, Reiseschriftsteller und Weltkriegsgeneral. Eine Kurzbiografie. Dormagen 2018, ISBN 978-3-938473-22-1.
- „… unter meinen Füßen!“ Vita, Schriften-, Herausgeber- und Verlegerverzeichnis. Dormagen 2018, ISBN 978-3-938473-14-6.
- Stürzelberg. 16 Dorfgeschichten aus der Neuzeit. Dormagen 2020, ISBN 978-3-938473-24-5.
- „Capite arma equites!“ Dormagen in der Römerzeit. Dormagen 2021, ISBN 978-3-938473-23-8.
- Stürzelberg. 18 Geschichtssplitter aus dem Rheindorf. Dormagen 2022, ISBN 978-3-938473-25-2.